# Colombia (metrostation)
Colombia is een metrostation in het stadsdeel Chamartin van de Spaanse hoofdstad Madrid. Het station werd geopend op 30 december 1983 en wordt bediend door de lijnen 8 en 9 van de metro van Madrid.